# Museo de Bellas Artes de Nimes
El Museo de Bellas Artes de Nimes es un galería de arte de la ciudad francesa de Nimes, ubicada en la región de Occitania. Fundado en 1821 y con sede original en la Maison Carrée, en la actualidad sus colecciones se exponen en un edificio de estilo neoclásico terminado en 1907. Cuenta con una colección de 3600 piezas entre las que destacan obras de artistas italianos, franceses y norteuropeos.   

## Historia
Fundado en 1821 en el antiguo y famoso templo romano conocido como Maison Carrée, en su primera etapa exponía obras arqueológicas romanas junto a pinturas contemporáneas y modernas. El espacio se quedó muy exiguo a finales del siglo XIX y por ello en 1902 se convocó un concurso de arquitectura para elegir una nueva sede. Fue el arquitecto Max Raphel quien elaboró el proyecto ganador y las obras se llevaron a cabo entre 1903 y 1907. Este edificio, ubicado entre la plaza de la Mandragore y la calle Cité-Foulc, fue renovado en 1987 por el arquitecto Jean-Michel Wilmotte.

## Colección
La colección original fue juntada en 1824 y enriquecida progresivamente con aportaciones privadas, como el legado de Robert Gower, en 1869, o el de Charles Tur en 1948, así como de otros artistas y amantes del arte. El número de obras actual asciende a 3600. En la galería inferior, que consta de tres salas, se pueden contemplar obras italianas de Jacopo Bassano (1515-1592) (Susana y los viejos), Lelio Orsi (1511-1587), Andrea della Robbia (1435-1525) (mascarón de cerámica : La Virgen y el Niño), Pier Francesco Mola y Giovanni Pannini entre otros.
En las siete salas de la galería superior están expuestas obras de pintores flamencos y holandeses de los siglos XVI y XVII: Pedro Pablo Rubens, Carel Fabritius, Pieter Coecke van Aelst (1502-1550) o Leonaert Bramer; de los franceses Sébastien Bourdon, Nicolas de Largillière y Hyacinthe Rigaud, Reynaud Levieux, Jean-François de Troy, Pierre Subleyras, François Boucher, así como los nimeños Charles-Joseph Natoire y Xavier Sigalon, Paul Delaroche (Cromwell delante del ataúd de Carlos I), Charles Jalabert y del escultor Pierre-Nicolas Tourgueneff (1853-1912).